# 영원 생성설
영원 생성설 (eternal generation) 은 기독교의 삼위일체 교리가 역사적으로 생성되는 데에 나온 것 중 하나이다.

## 역사적 근거
325년에 제1차 니케아 공의회에서는 삼위일체 교리 중 가장 기본적인 성부와 성자의 상관관계에 대한 중요한 회의가 있었다.
'우리는 보이는 것이나 보이지 않는 모든 것,
천지의 창조주 전능하신 하나님 아버지 한 분을 믿습니다.
우리는 만세 전에 아버지로부터 나신 독생자 주 예수 그리스도 한 분을 믿습니다.
그는 하나님으로부터 나신 하나님이시며,
빛으로부터 나신 빛이시며
참 하나님으로부터 나신 참 하나님이시고
창조함 받지 않으셨으며 하나님과 같은 본성으로 만물을 창조하셨습니다.'
웨스트민스터 신앙고백 3.2에서는 하나님의 본체는 하나이시며 곧 동시에 삼위이신 것과,  본체와 능력과 영원성에 있어서 동일하신 성부 하나님과 성자 하나님과 성령 하나님을 설명한다.  또한, 성부는 아무에게서도 나시거나 나오시지 않으시고, 성자는 성부에게서 영원히 나셨고, 성령은 성부와 성자로부터 영원히 나오신다를 적시하였다.

## 의미
루이스 벌코프는 그의 저서인 '조직신학'에서 영원 생성설에 대해서 다음과 같이 정의한다.
'영원 생성은 삼위일체에서 성부 하나님에 의해서 이루어진 행위이다. 또한, 성부 하나님의 이 행위는 필연적으로 영원히 행해졌다. 마지막으로, 이 행위의 결과는 삼위일체의 제 2 위격의 생성을 가져왔다. 그러므로, 신적 본질 전체는 재 1위격으로부터 제 2위격으로 전달된다.'

## 교리적 논란
이 교리에서 생성(generation)이란 말이 시간 속에서 창조의 의미를 유추하기 때문에 많은 논쟁이 있어왔다.  또한 존재론적인 의존이라는 의미를 가져오기 때문에, 삼위일체에 대한 신비가 오해를 가져오기도 하였다. 그래서 이 말에 대하여 더 이상의 언급을 하지 않는 것이 관습화되었다.  영원성과 필연성이 갖는 성질이 일시성과 종속성을 제거하는 결과를 가져왔다.  영원성은 시공간의 제약을 없애며 시작과 끝이 없는 의미를 가져왔고, 필연성은 반드시 아들이 아버지로부터 나와야 하며, 아버지는 아들을 낳아야 한다는 결과가 종속성을 제거하는 결과를 가져왔다.

## 성경적 증거
- 요한복음 1:1, 1:14, 1:18, 3:16,5:26, 14:11.17:21
- 히브리서 1:3

## 반대하는 신학자
웨인 그루뎀과 브루스 웨어는 이 교리를 부정하였다.